# 納蔵原古墳
納蔵原古墳（なぐらばらこふん、納蔵原1号墳）は、山口県熊毛郡田布施町大波野にある古墳。形状は前方後円墳。史跡指定はされていない。

## 概要
山口県南東部、行者山東麓の天王原丘陵基部に築造された古墳である。南50メートルには2号墳が所在した。1994-1995年（平成6-7年）に調査が実施されている。
墳形は前方後円形で、元々は墳丘長20メートル程度であったが、のちに前方部が延長されており、現状では約28メートルを測る。墳丘は後円部では2段築成。墳丘外表では円筒埴輪（須恵質含む）20以上が検出されている。埋葬施設は横穴式石室で、墳丘くびれ部に開口する。九州系の石室であり、石室内からは装身具・鉄刀・馬具・須恵器などが検出されている。築造時期は古墳時代後期の6世紀中葉頃と推定される。

## 埋葬施設

石室俯瞰図

石室展開図

埋葬施設としては横穴式石室が構築されている。石室の規模として、玄室は長さ4.3メートル、羨道は長さ1.8メートル以上を測る。
石室の奥壁は後円部中央に位置し、開口部はくびれ部に位置する。九州系の石室であり、玄門部では巨石を立てて楣石を架けて框石を置き、羨道はやや開く。石室内の調査では、副葬品として装身具・鉄製品・馬具・須恵器などが検出されている。

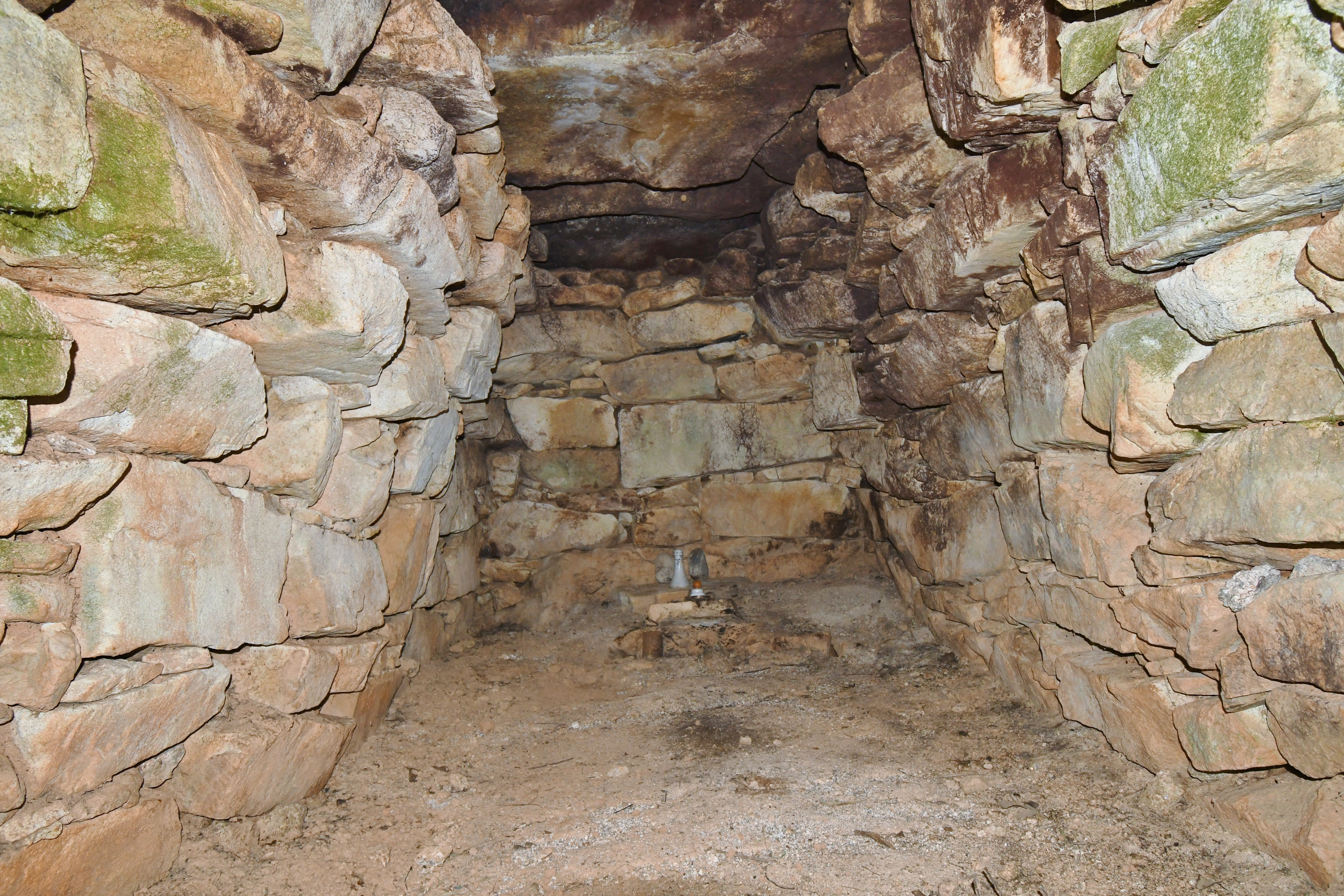
玄室（奥壁方向）
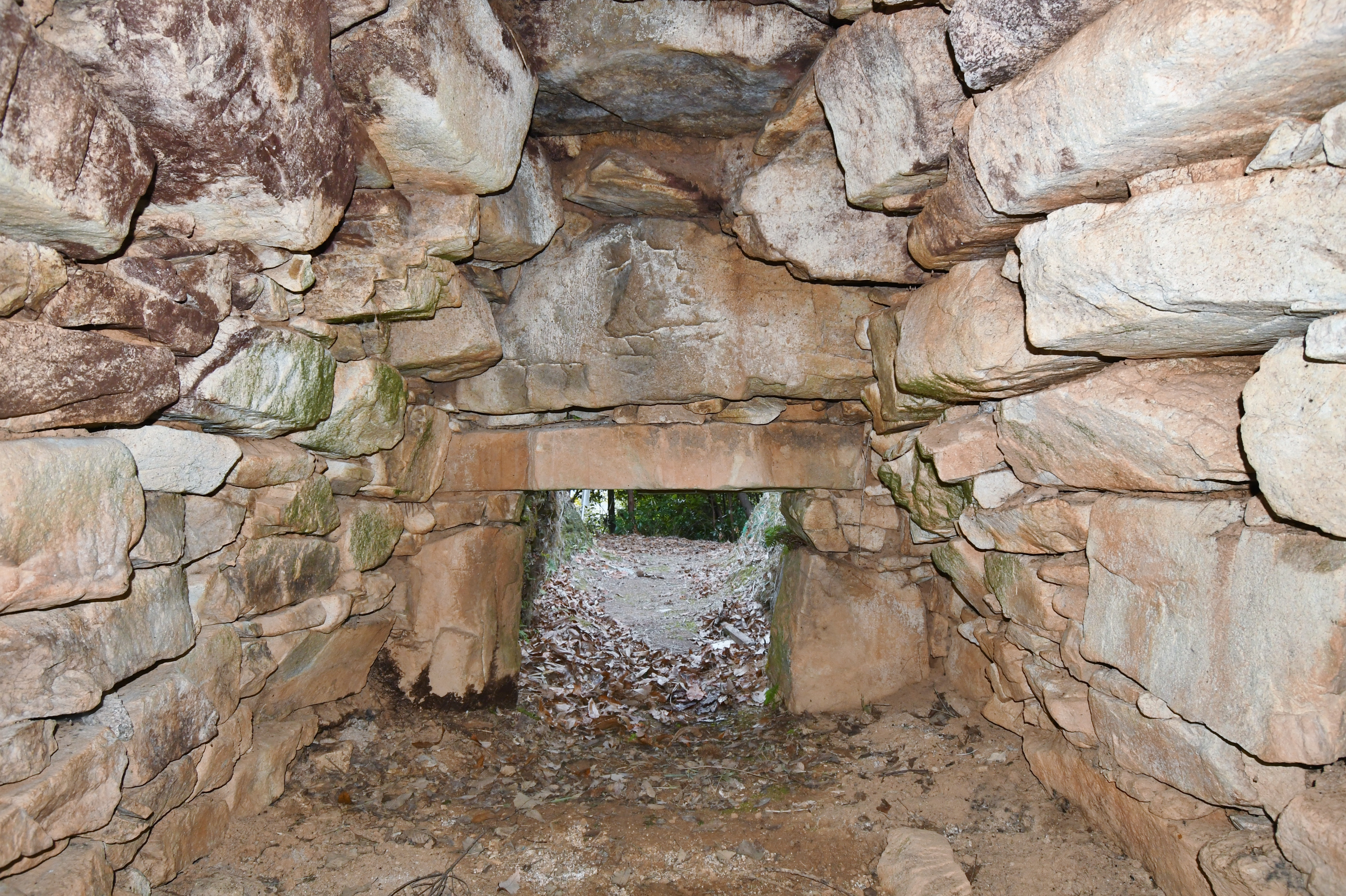
玄室（開口部方向）
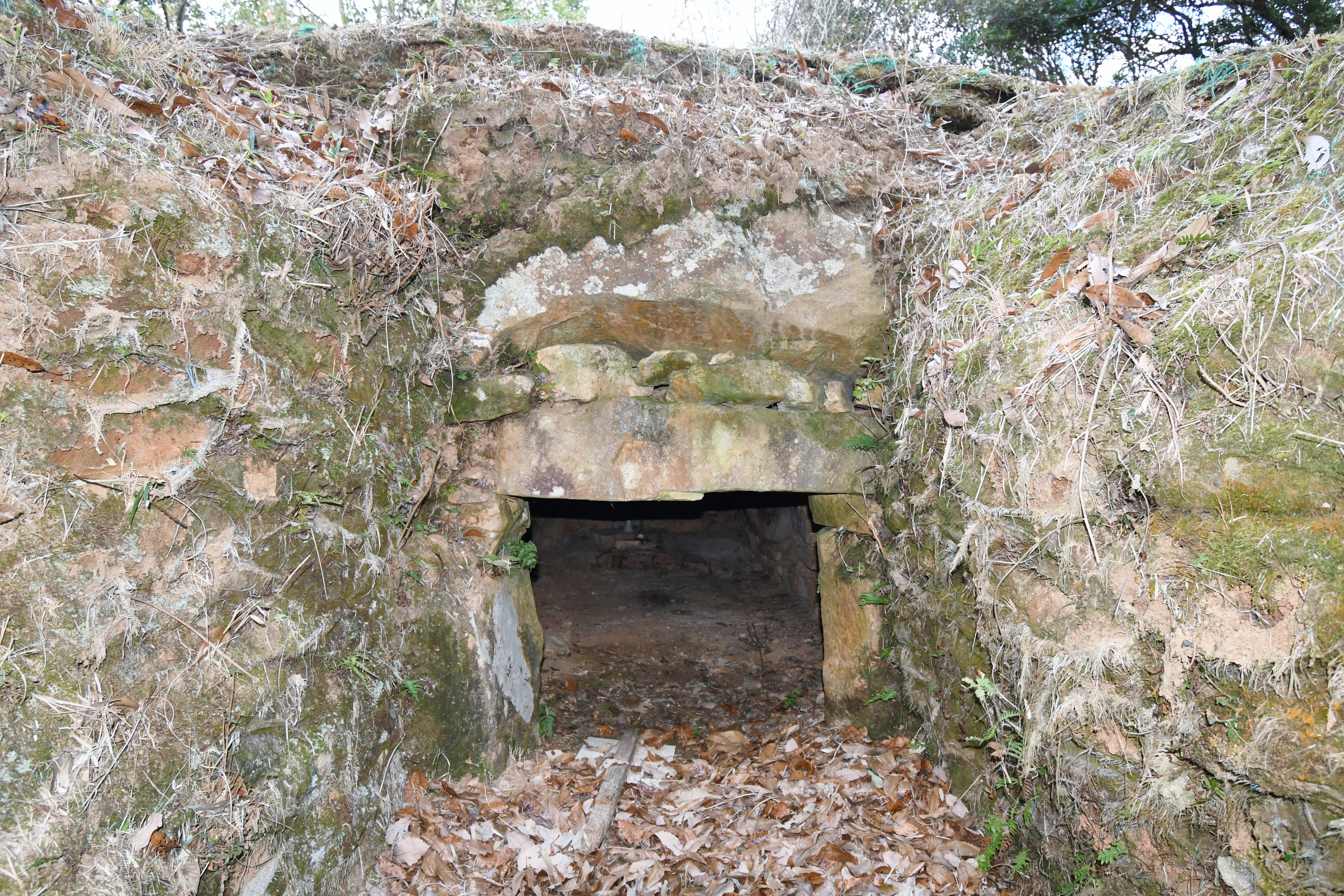
開口部
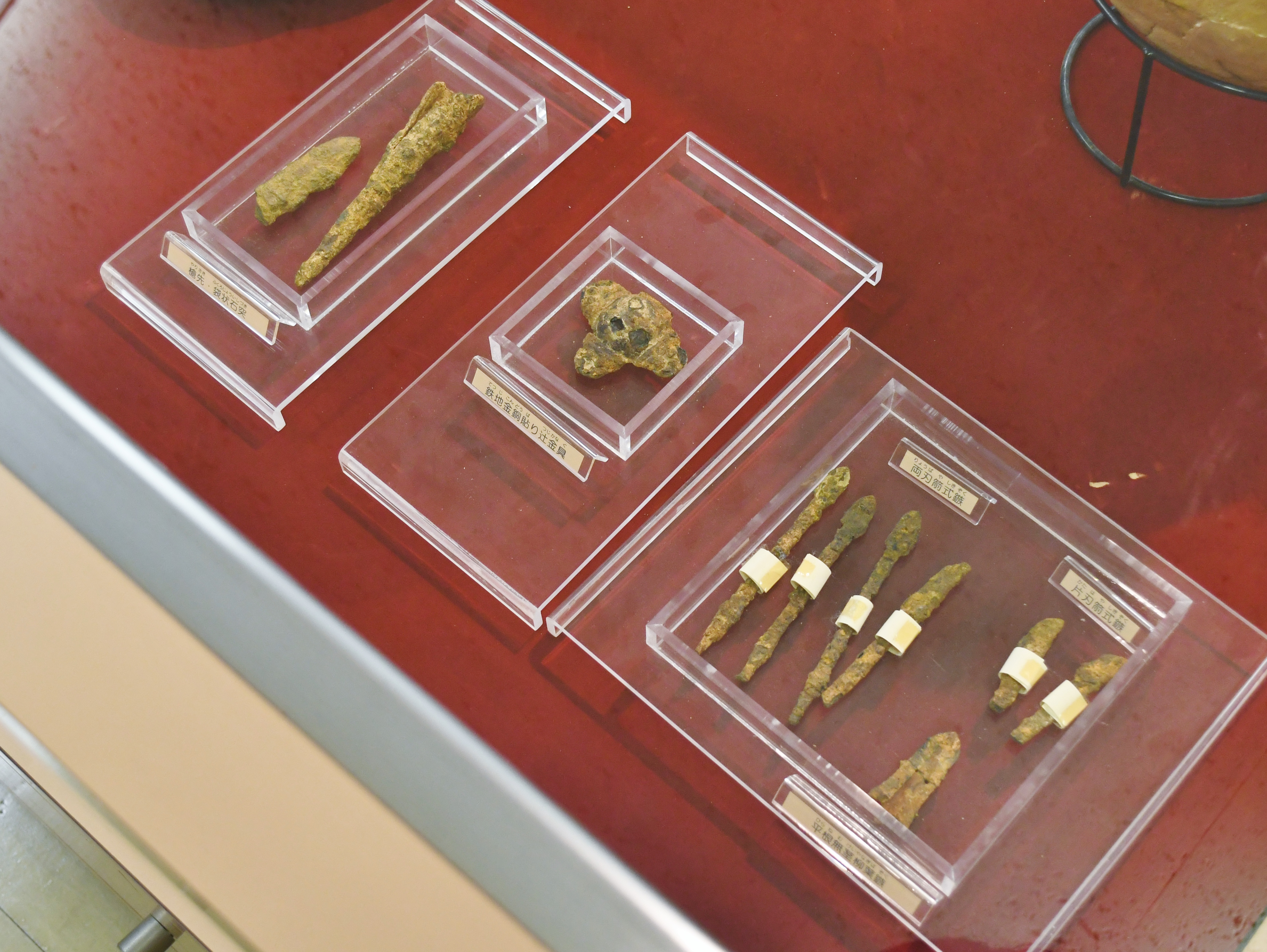
鉄製品・馬具 田布施町郷土館展示（他画像も同様）。
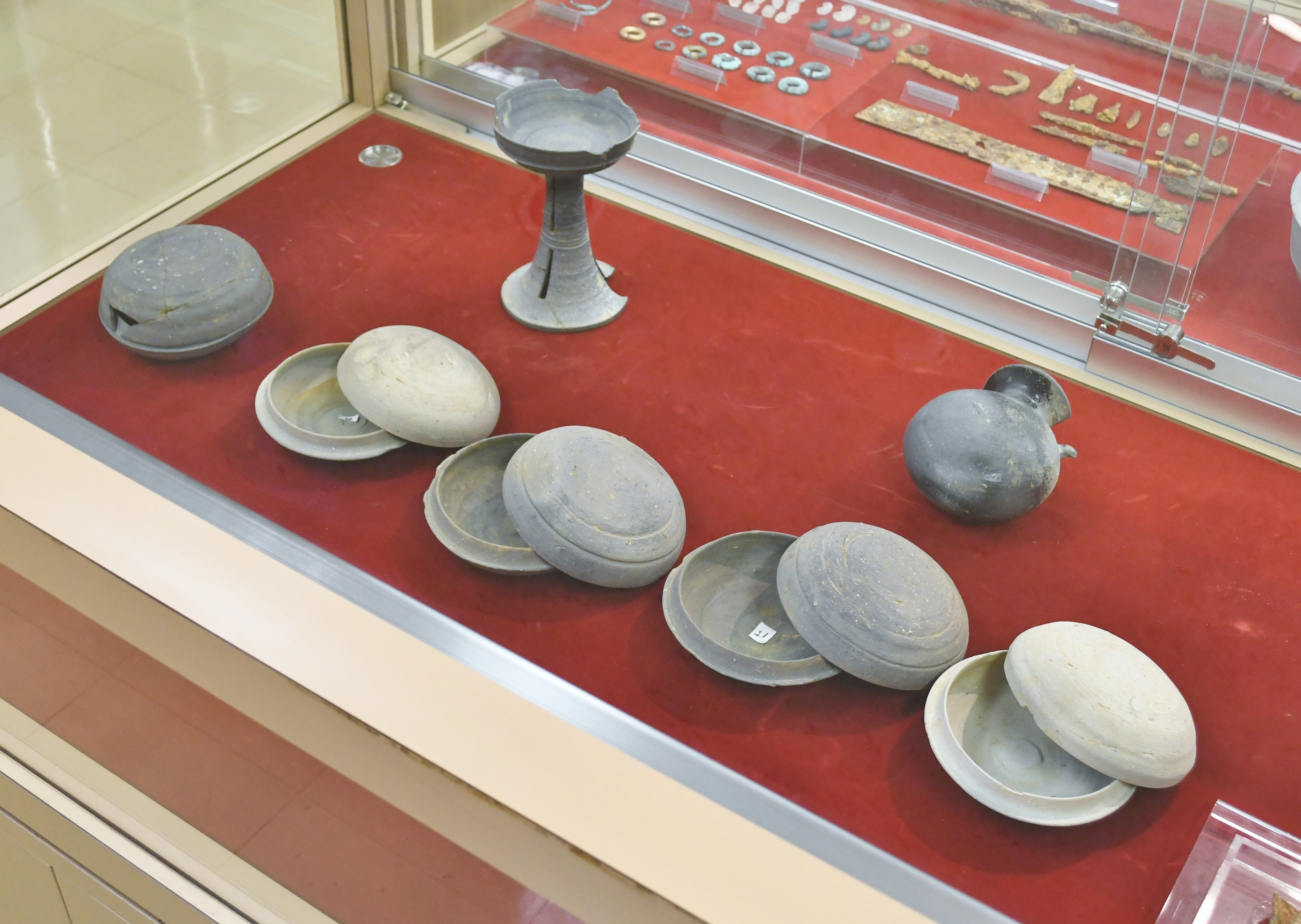
須恵器
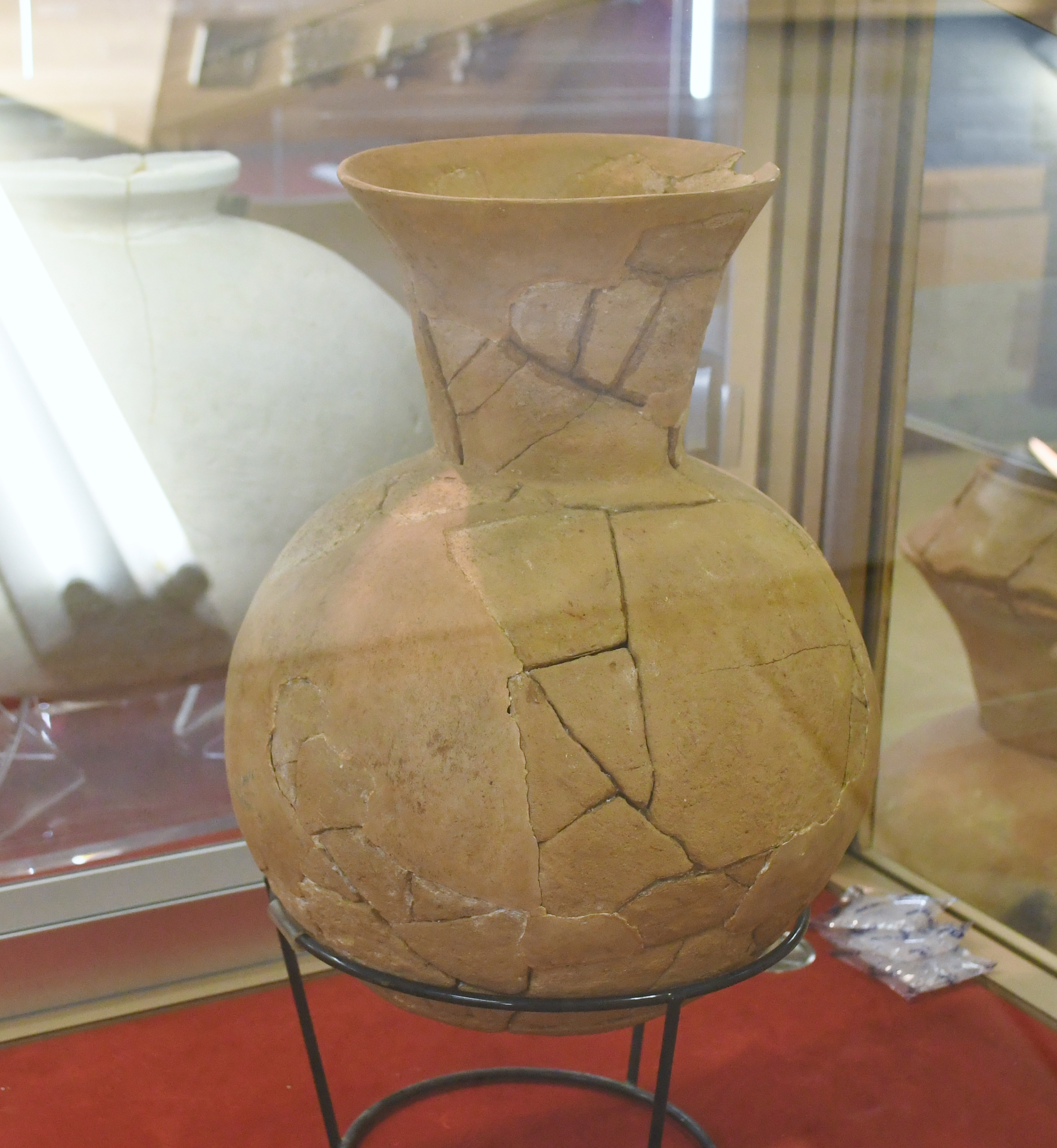
土師器 壺

## 2号墳
納蔵原2号墳は、納蔵原古墳（1号墳）の南50メートルにあった古墳。現在では墳丘は失われている。
墳丘は調査前に大きく削平されており、墳形・規模は明らかでない。埋葬施設は横穴式石室である。石室内の副葬品として、装身具類・鉄製品（鉄刀・鉄鏃・刀子）・馬具・須恵器・土師器などが検出されている。

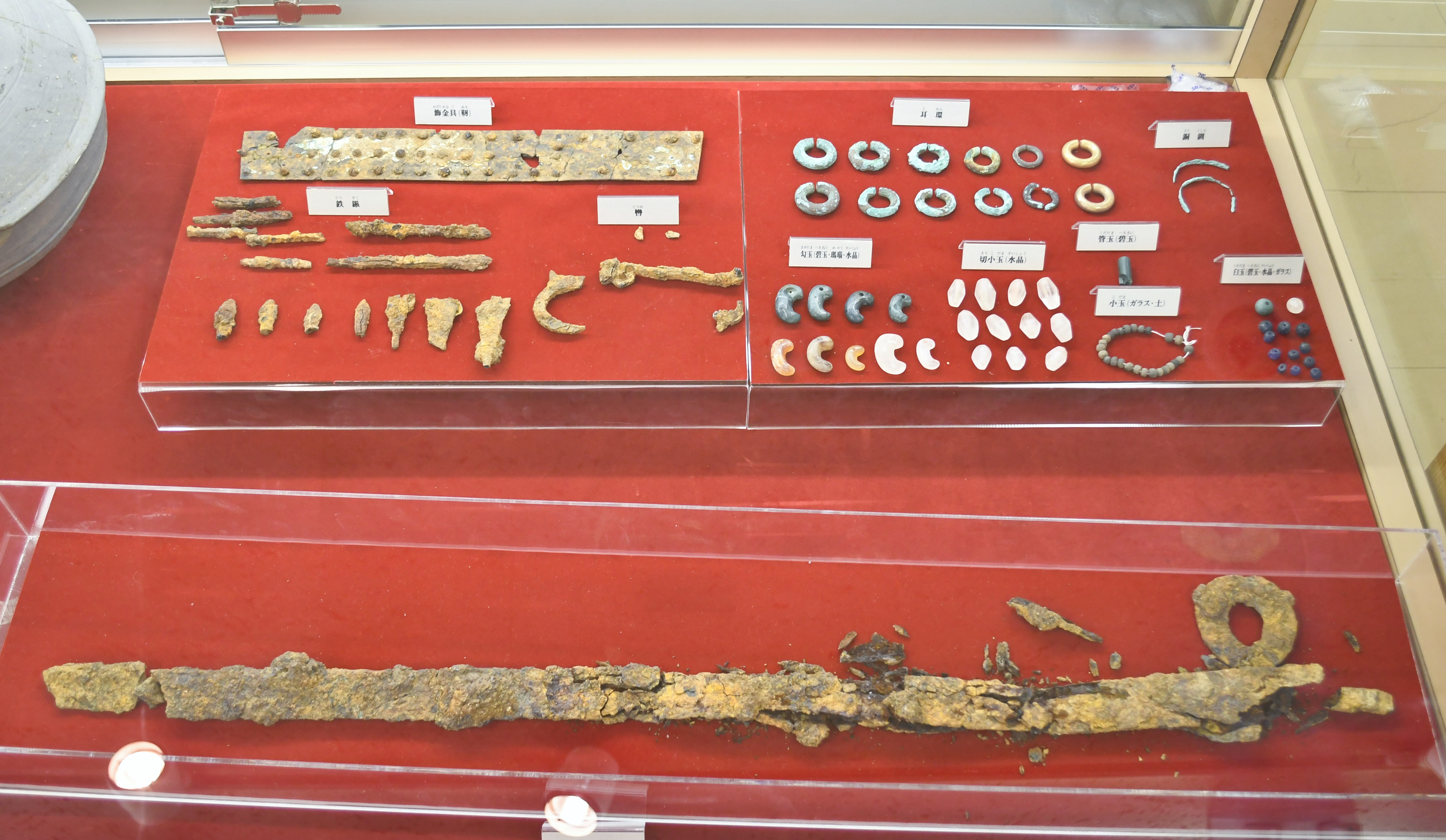
装身具・鉄製品・馬具
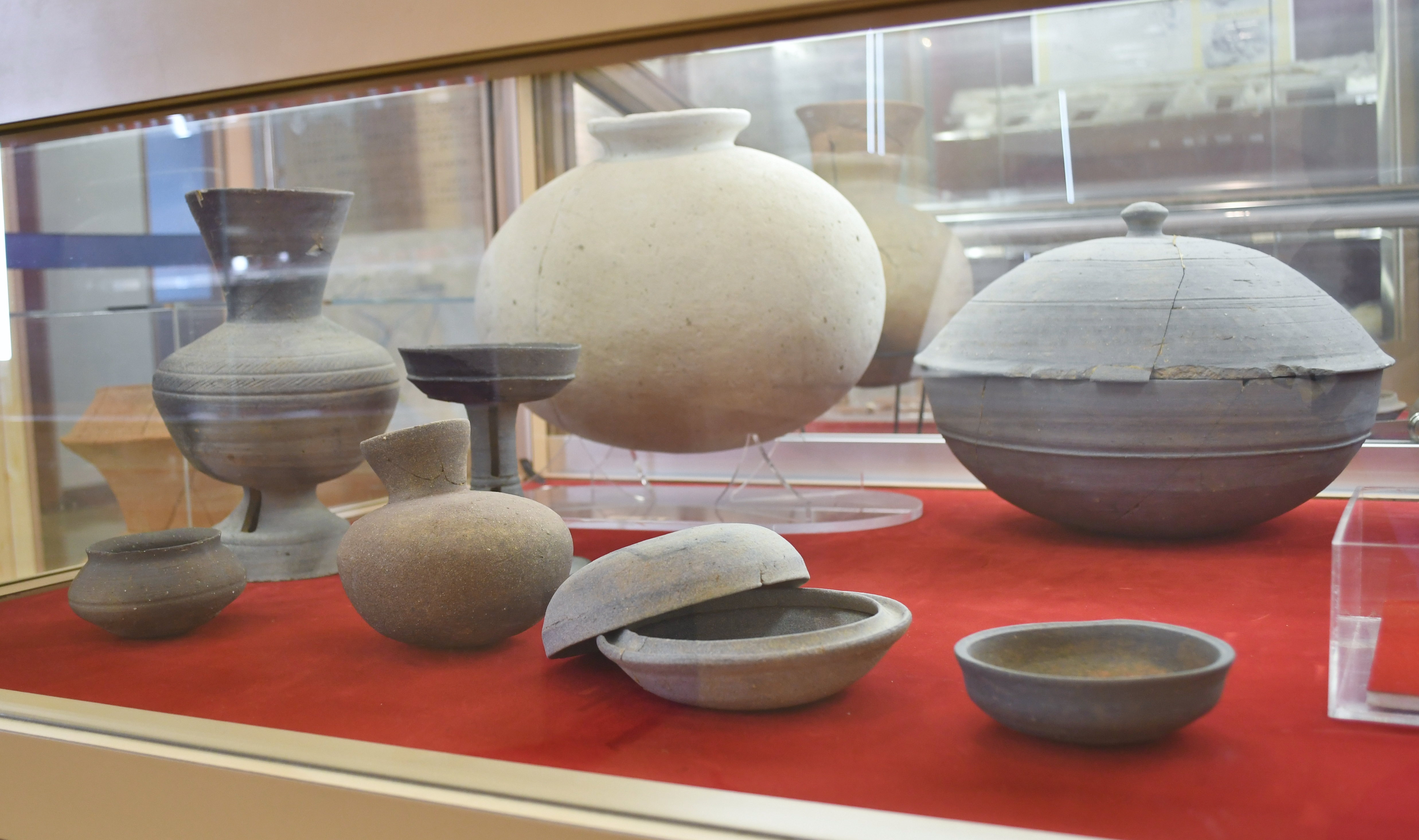
須恵器
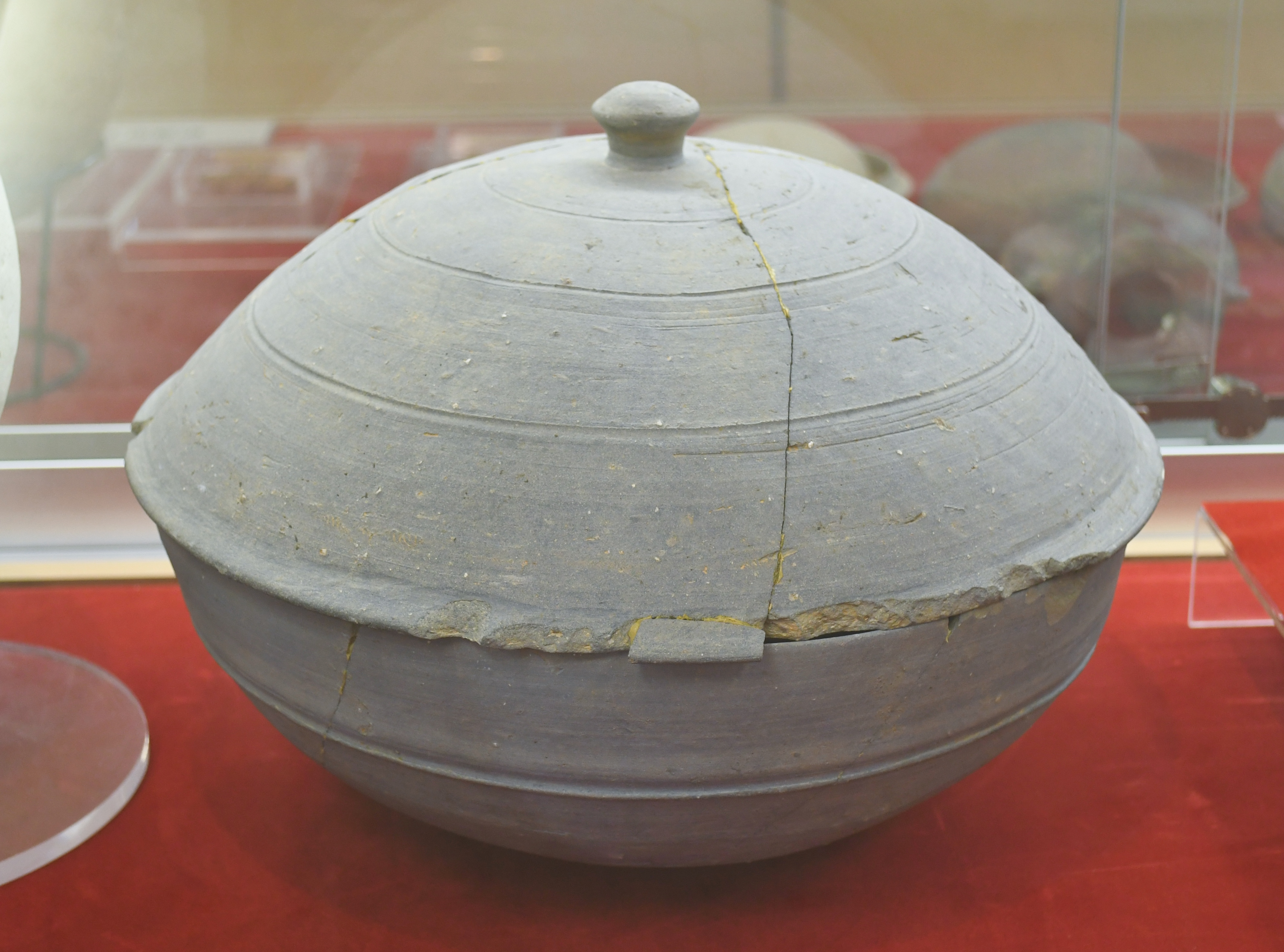
須恵器 蓋付盤

## 関連施設
- 田布施町郷土館（田布施町下田布施） - 納蔵原古墳の出土品を保管・展示。

## 関連文献
（記事執筆に使用していない関連文献）
- 山口県埋蔵文化財センター 編『納蔵原古墳』田布施町教育委員会〈田布施町埋蔵文化財調査報告第2集〉、1996年。
- 田布施町郷土館 編『納蔵原2号墳 発掘調査報告書』田布施町教育委員会〈郷土館叢書8〉、2003年。